# مجموعه غارها و پناهگاه‌های زکی‌آباد
مجموعه غارهاوپناهگاه‌های‌زکی‌آباد مربوط به دوره ساسانیان - دوران‌های تاریخی پس از اسلام است و در کهگیلویه، ۲۰ کیلومتری جنوب چرام، محوطه زکی آباد واقع شده و این اثر در تاریخ ۷ مهر ۱۳۸۱ با شمارهٔ ثبت ۶۵۲۶ به‌عنوان یکی از آثار ملی ایران به ثبت رسیده است.